# Carlos Hoyos
Carlos Mario Hoyos Jaramillo (* 28. Februar 1962 in Medellín) ist ein ehemaliger kolumbianischer Fußballspieler und -trainer. Der linke Außenverteidiger spielte 24-mal für die Nationalmannschaft.

## Karriere

### Verein
Von 1981 bis 1988 spielte Carlos Hoyos für Deportivo Cali, bevor er 1989 zu Atlético Junior wechselte, für das er bis 1990 aktiv war. Anschließend kehrte er im selben Jahr kurzzeitig zu Deportivo Cali zurück. 1991 folgten Stationen bei Atlético Bucaramanga und América de Cali, ehe er seine Karriere von 1992 bis 1993 bei Deportes Quindío ausklingen ließ.

### Nationalmannschaft
Hoyos debütierte im Oktober 1985 für die Nationalmannschaft in der Qualifikation zur Weltmeisterschaft 1986 gegen Paraguay, nachdem er bereits bei der Copa América 1983 im Kader gestanden hatte. Bei der Copa América 1987 bestritt der Defensivakteur vier Spiele und erreichte mit Kolumbien den dritten Turnierplatz. Bei der Copa América 1989 absolvierte er drei Spiele, jedoch schieden die Cafeteros in der Gruppenphase hinter Paraguay und Brasilien aus.
Hoyos wurde für den Kader zur Fußball-Weltmeisterschaft 1990 in Italien nominiert, kam aber nicht zum Einsatz. Kolumbien kam ins Achtelfinale, in dem es gegen die Überraschungsmannschaft aus Kamerun mit 1:2 nach Verlängerung ausschied. Sein letztes Länderspiel war das Freundschaftsspiel im April 1990 gegen die USA. Insgesamt bestritt Hoyos 24 Partien im Nationaltrikot.

### Trainer
Hoyos trainierte verschiedene Vereine in Kolumbiens Ligen. Seine Karriere begann direkt nach dem Ende der Spielerlaufbahn 1994 bei Deportivo Rionegro. Nach weiteren Stationen lebte er einige Jahre in den USA und kehrte 2004 nach Kolumbien zurück, als er Trainer bei Cúcuta Deportivo wurde. Nach neun Spielen wurde er durch Eduardo Retat ersetzt. 2008 übernahm er die Águilas Doradas in der Categoría Primera B, wurde jedoch am 11. November desselben Jahres entlassen. Er kehrte aber nach einer Station bei den Patriotas Boyacá wieder zu den Águilas Doradas zurück, die den Aufstieg in die Categoría Primera A geschafft hatten. Im Mai 2011 wurde Hoyos Cheftrainer bei Atlético Bucaramanga, das er bereits in den 1990er Jahren trainiert hatte. Durch das Verpassen der Finalrunde trat er aber nach der Apertura 2011 zurück. Anschließend war er bis 2018 als Co-Trainer tätig, als er wieder Atlético Bucaramanga übernahm. 2023 hatte er das Traineramt bei den Jaguares de Córdoba inne.